# Jilmová skála
Jilmová skála je přírodní památka v okrese Prachatice. Nachází se na Šumavě, necelé tři kilometry východně od obce Horní Vltavice, v jižní rozsoše hory Boubín. Území je chráněno od roku 1985. Je součástí CHKO Šumava.
Důvodem ochrany je zbytek souboru přirozených lesních porostů květnatých bučin a suťového lesa na skalnatém hřebenu ve smrkobukovém vegetačním stupni Šumavy, který byl dříve hojným výskytem jilmů. Důležitá srovnávací plocha pro stanovištní průzkum. Za pozornost stojí také skály a horniny, na nichž se tyto porosty vyvinuly – migmatitizované biotitické pararuly, cordieritické nebulitické migmatity a pokročilé anatexity tvoří výrazné skály, modelované periglaciálním zvětráváním (mrazové sruby, tory a skalní hradby, suťoviska).

## Lokalita
Přírodní památky Jilmová skála se rozkládá okolo významného skalnatého hřebenu směřující severojižním směrem z Červeného vrchu (1203 m n. m.). Červený vrchol je protáhlá část masívu Pažení (1281 m n. m.). Celá oblast leží v zalesněné oblasti vrcholku Boubín (1362 m n. m.), kolem kterého se rozkládá národní přírodní rezervace Boubínský prales. Oblast památky Jilmová skála pak leží nedaleko jižního okraje lesa, 1 kilometr severně od vesnice Zátoň a železniční zastávky Zátoň, v nadmořské výšce 985 až 1037 m. Chráněné území tak vytváří nárazníkovou oblast pro národní přírodní rezervaci Boubínský prales.

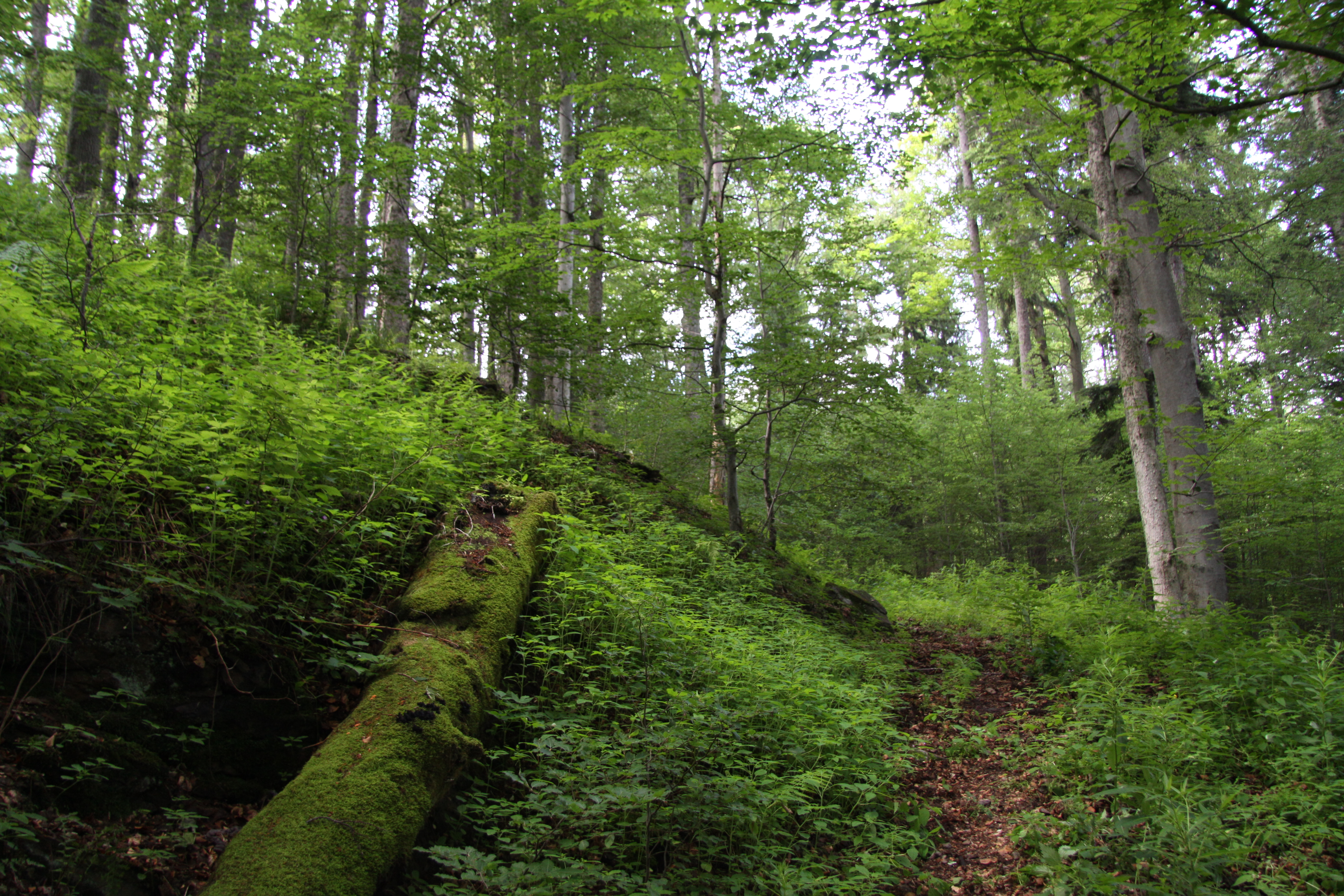
Pěšina procházející chráněným územím

Na západní, jižní a východní straně vede poblíž hranice přírodní památky železnice spojující Volary s Vimperkem.

## Historie
Lokalita dostala svůj název dle skalního útvaru, které se na území nachází. Území bylo vyhlášeno 1. listopadu 1985.

## Přírodní poměry

### Geologie

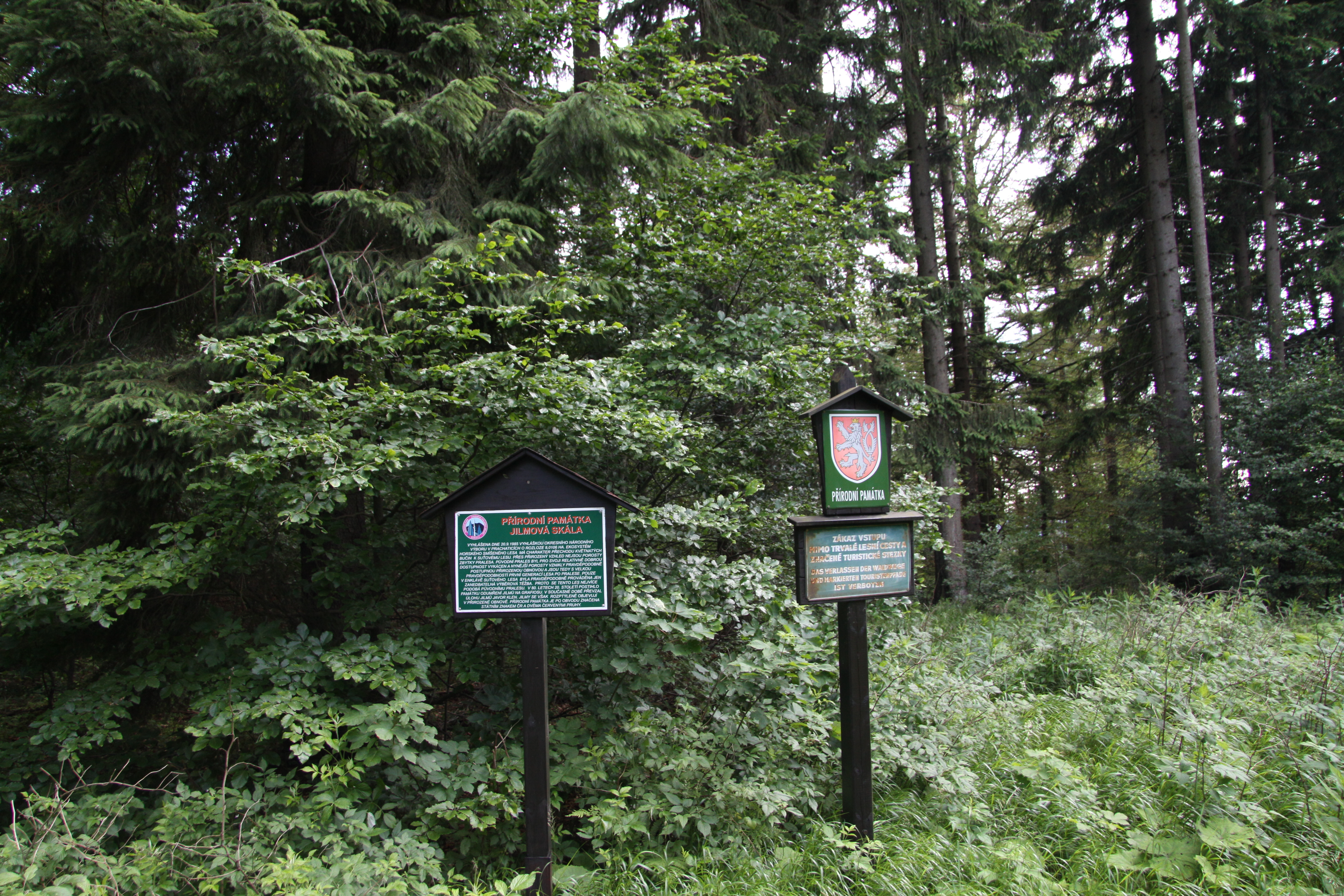
Označení chráněného území a zastavení naučné stezky

Skalní podloží lokality je tvořeno masivním až střednězrnitým cordierit-biotitickým migmatitem s lokálním přechodem do perlové ruly moldanubické skupiny proterozoického stáří. V oblasti se zde vyskytují významné migmatitové výchozy, které tvoří skalní útvary. Ty byly později modifikovány periglaciálním zvětráváním. To mělo za následek vznik řady morfologických útvarů jako například mrazové sruby, tory, skalní hradby a suťová pole. Obnažené bloky metamorfovaných hornin umožňují pozorovat stopy natavení hornin a segregaci minerálních agregátů.
Na skalním podloží se nachází půdní pokryv tvořený převážně dystrickou kambizemí, která místy přechází k podzolu kambizemnímu. V oblastech, kde k povrchu vystupuje skalnatý podklad, je vyvinut ranker typický a kambizemní.

### Flóra

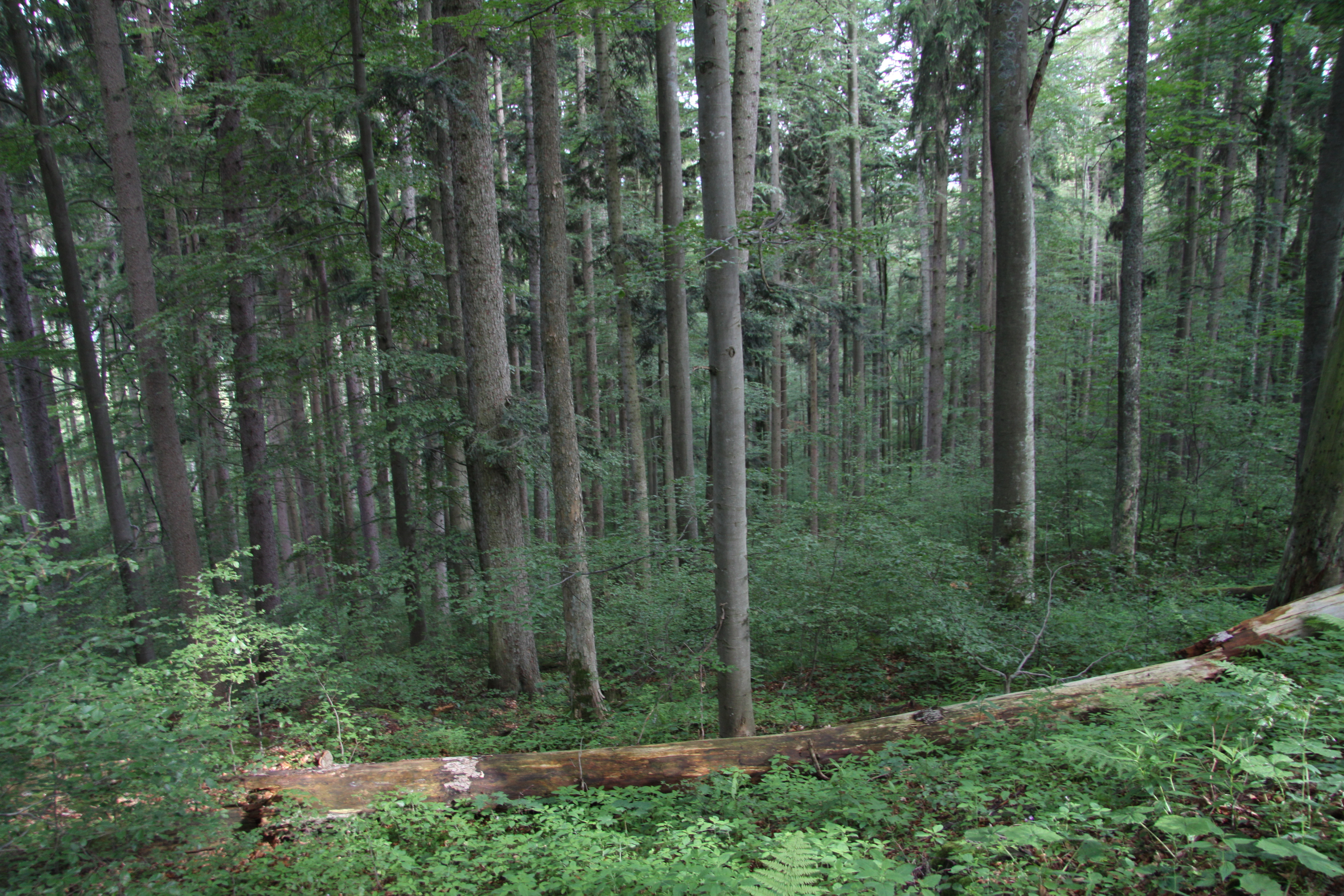
Pohled na vzrostlé stromové patro

Oblast chráněného území je porostlé lesním komplexem s převahou jedlo-smrkových bučin, které jsou blízké původnímu lesu, nicméně dříve se na lokalitě vyskytoval i jilm. Pravděpodobně se tak jedná o nejzachovalejší část zátoňského polesí. V podrostu stromového patra se daří vzácným zástupcům květeny a hub.

## Turismus
Na lokalitu přírodní památky se dá dostat po schůdné turistické cestě, která vede západním směrem na Kubovu Huť. Nicméně oblast skal není veřejnosti přístupná. Od roku 2000 je chráněné území Jilmova skála taktéž jednou ze zastávky lesnické naučné stezky o délce 13,2 km.